# Шесть японских садов
«Шесть япо́нских садо́в» (англ. Six Japanese Gardens) — программный цикл финского композитора Кайи Саариахо для ударника соло и электроники.
Создан в 1993—1995 годах по заказу Музыкального колледжа Кунитати. Впервые исполнен 12 июля 1995 года японским перкуссионистом Синъити Уэно. В нотном издании посвящён памяти японского композитора Тору Такемицу (1930—1996).
Партия электроники представляет собой заранее записанные звуковые фрагменты, запускаемые исполнителем с помощью педали соответственно указаниям в нотах.

## Описание
Цикл состоит из шести частей, изображающих шесть садов города Киото, которые Саариахо посетила во время визита в Японию летом 1993 года. Общее время звучания — около 18—19 минут.

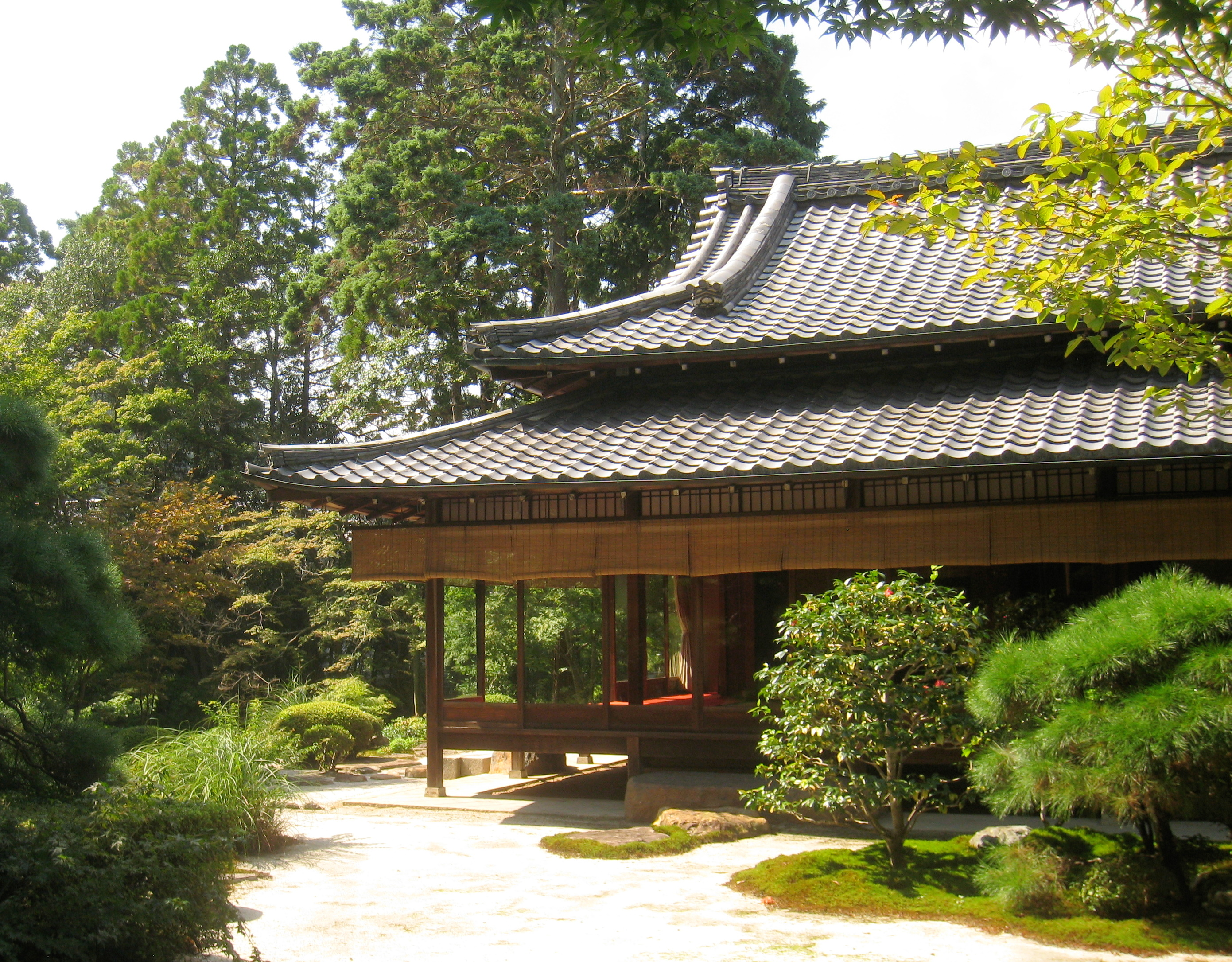
Сад Тэндзю-ан

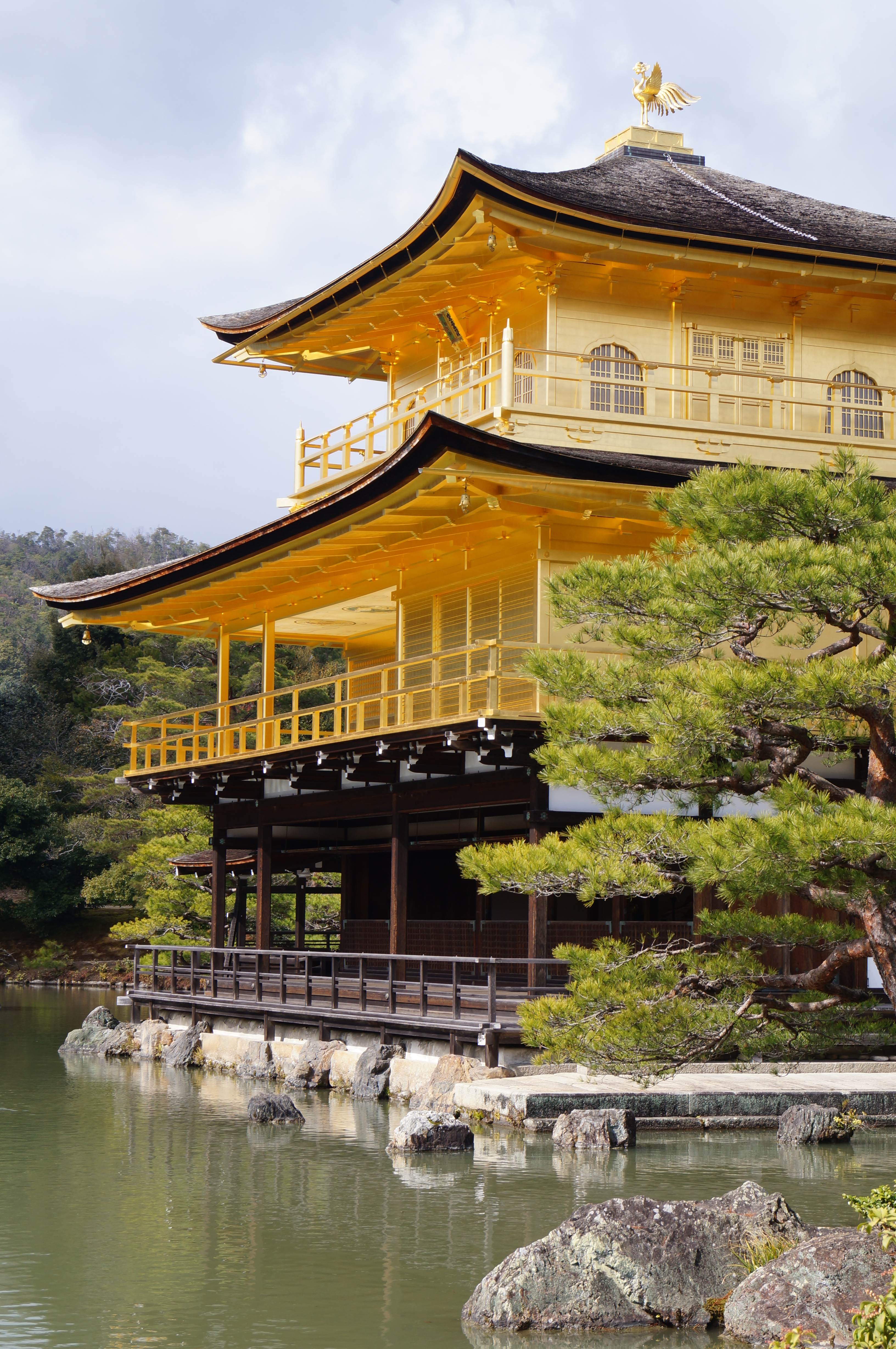
Золотой павильон (Кинкаку-дзи)

- 1. Tenju-an Garden of Nanzen-ji Temple. Molto calmo. («Сад Тэндзю-ан при храме Нандзэн-дзи. Очень спокойно».)

Вступительная часть, целиком в размере 2
4, имеет простой монотонный ритм из одинаковых четвертных нот. Под электронное сопровождение — запись стрёкота сверчков и обработанное на компьютере ритуальное пение — солист по очереди представляет слушателю основные инструментальные тембры, от более светлых к более тёмным: треугольник, античные тарелочки, тарелку, деревянную коробочку, бубен, щелевой барабан, пару небольших гонгов и, наконец, три литавры, причём всякий раз предыдущий тембр продолжает звучать ещё некоторое время вместе с появившимся новым.
- 2. Many Pleasures (Garden of the Kinkaku-ji). Intenso, dolce. («Множество удовольствий (сад Кинкаку-дзи). Напряжённо, нежно».)

Во второй части, по контрасту с предыдущей, возникают сложные ритмические рисунки и резко переменный метр; к примеру, первые такты нотированы соответственно как 2
4, 3
8, 9
16, 2
4, 3
4, 10
16… Электронное сопровождение — обработанное пение и звуки маленьких ручных тарелочек.
- 3. Dry Mountain Stream. Sempre energico. («Высохшая горная река. Всегда энергично».)

Шумная часть, начинающаяся с удара в большой тамтам; далее важную роль играют также гулкие литавры. Электронное сопровождение — дополнительная группа ударных инструментов.

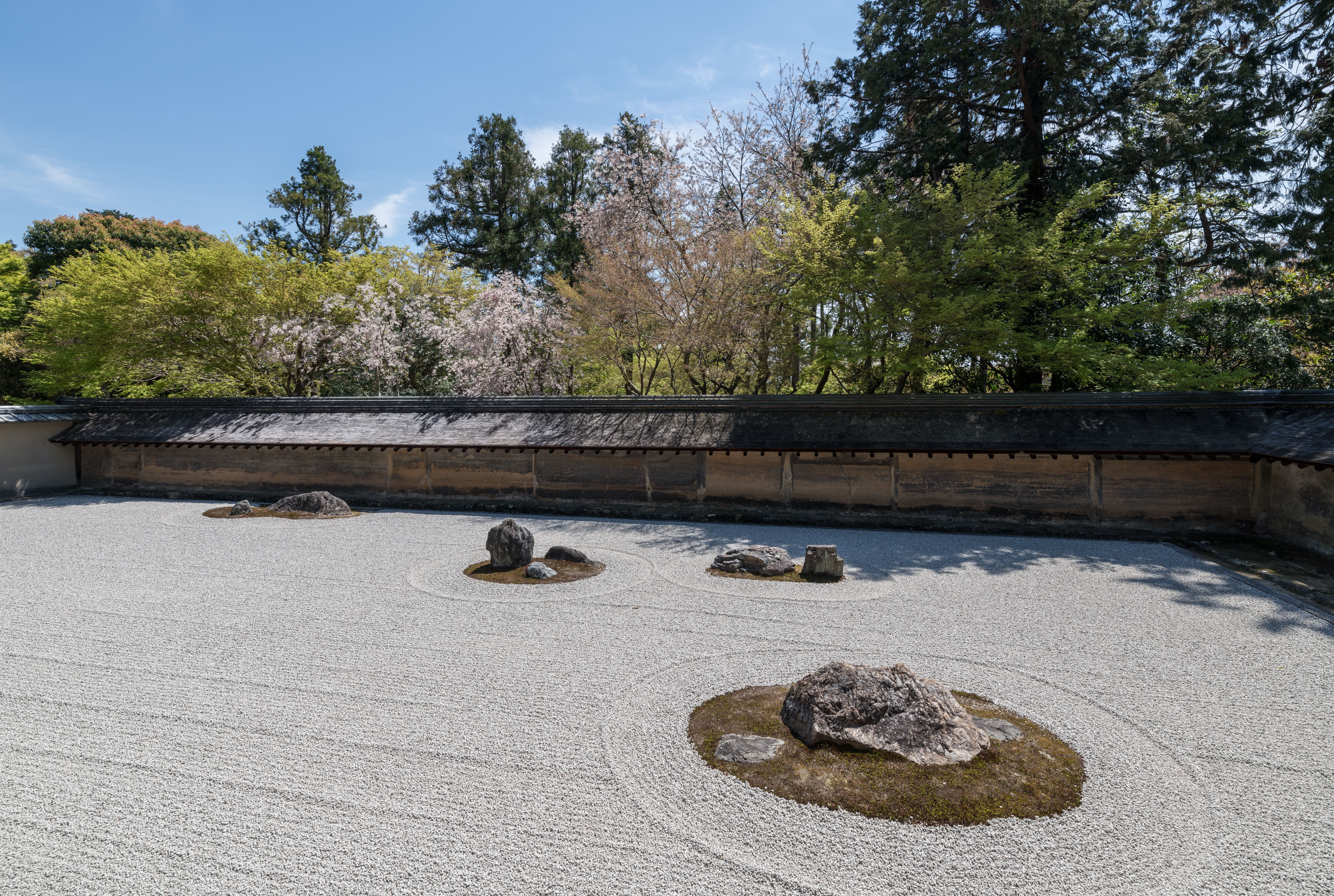
Сад камней Рёан-дзи

- 4. Rock Garden of Ryoan-ji. Misterioso. («Сад камней Рёан-дзи. Таинственно».)

Электронное сопровождение — сильно искажённая запись пения. Используются только инструменты без определённой высоты звука: в построениях тарелок, гонгов и щелевого барабана беспокойное, тревожное возбуждение то нарастает, то снова ослабевает (пометки в нотах: calmo — espressivo — poco furioso — calmo — poco a poco più agitato — furioso — calando, rit.).

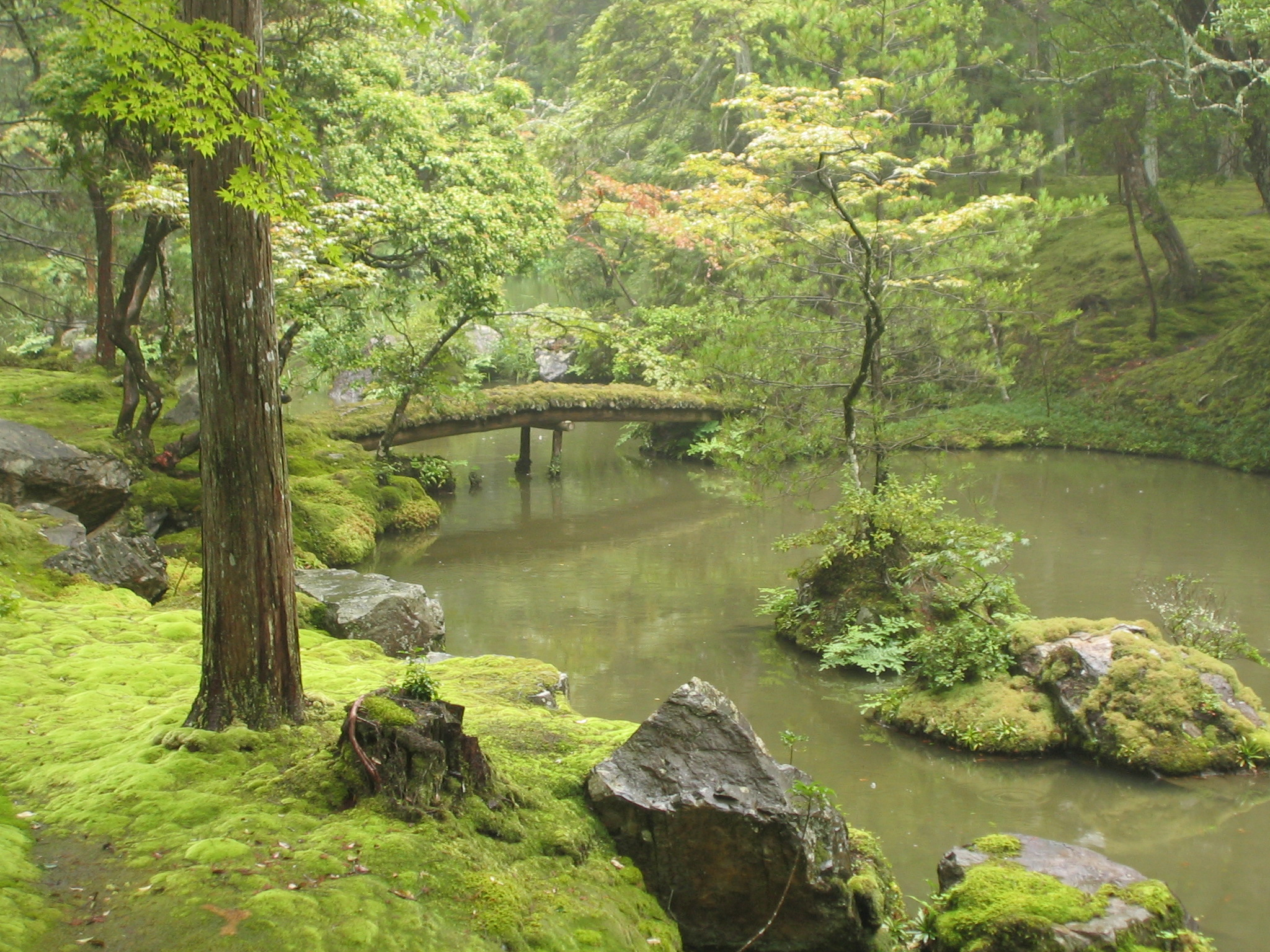
Моховой сад Сайхо-дзи

- 5. Moss Garden of the Saiho-ji. Espressivo. («Моховой сад Сайхо-дзи[англ.]. Выразительно».)

Единственная часть, в которой электронное сопровождение отсутствует. В тишине звучат изысканные полиритмические сочетания негромких звуков светлых тембров.
При размере 2
4 квинтолям для одной руки солиста — делению тактовой доли на 5 равных длительностей — противопоставляется у другой руки деление той же доли на 2, затем на 3, на 4 и на 6. В концовке части размер меняется на 3
4, и две руки сопоставляют деление доли соответственно на 2 и на 6 равных частей: ритмическая сложность исчезает, поскольку число 6 кратно числу 2.
Партия каждой руки записана на отдельном нотоносце. В одном голосе, использующем только инструменты с не определённой композитором высотой звука (и, по-видимому, символизирующем природу, мхи, которыми зарастал покинутый и дичающий храмовый сад), постепенно становится всё больше нот на единицу времени, а в другом — всё меньше.
- 6. Stone Bridges. Furioso. («Каменные мосты. Неистово».)

Яркий финал, начинающийся с нарастающих раскатов литавр (crescendo dal niente) и заканчивающийся угасающим позвякиванием треугольника (diminuendo al niente); инструменты появляются в порядке, обратном порядку в первой части. Электронное сопровождение — тремоло дополнительной группы ударных.